# Tiris al-Gharbiyya
Tiris al-Gharbiyya was de naam voor het gebied van de Westelijke Sahara dat tussen 1975 en 1979 onder Mauritaanse controle stond.

## Achtergrond
Mauritanië annexeerde het zuidelijke derde deel van de voormalige Spaanse kolonie Spaanse Sahara in 1975 na de akkoorden van Madrid, waarbij Marokko het noordelijke twee derde deel (Saguia el-Hamra en de noordelijke helft van Río de Oro) als zijn zuidelijke provincies nam. Beide landen eisten historische rechten op over het gebied, terwijl de Verenigde Naties eisten dat de inheemse bevolking (Sahrawi's) het recht op zelfbeschikking had en via een referendum zou moeten kunnen beslissen of het gebied zich bij een van de aangrenzende staten zou moeten aansluiten, of opgericht worden als een onafhankelijk land.
Dit laatste was de voorkeursoptie van het Polisario, een Sahrawi-organisatie die zijn guerrillatroepen tegen beide landen richtte, nadat ze tot dan tegen Spanje hadden gevochten. De aanvallen op Mauritanië bleken zeer effectief. Door Polisario georganiseerde stakingen tegen de ijzermijnen in Zouerate, evenals de kosten van de oorlogsinspanningen, brachten het land al snel op de rand van een economische ineenstorting en veroorzaakten toenemende spanningen in het leger en het regeringsapparaat.
In 1978 werd de eenpartijregering van Moktar Ould Daddah ernstig gecompromitteerd door de mislukte oorlogsinspanning, en viel ze ten prooi aan een staatsgreep door ontevreden legerofficieren. Mauritanië trok zich vervolgens terug uit het conflict, gaf zijn aanspraken op elk deel van de Westelijke Sahara op en trok zijn troepen terug. De door Mauritanië bezette gebieden werden betreden door Marokko, dat sindsdien eigenaar is geworden van het hele grondgebied, ondanks voortdurende tegenstand van Polisario en zijn belangrijkste financier, Algerije. De Mauritaanse president Mohamed Khouna Ould Haidalla ging in 1984 een stap verder met het erkennen van de door Polisario gesteunde Sahrawi Arabische Democratische Republiek (SADR) als de legitieme soeverein van het gebied. Na zijn omverwerping in weer een militaire staatsgreep later datzelfde jaar, werd deze erkenning in toenemende mate gebagatelliseerd - hoewel nooit expliciet vernietigd - om Marokko te sussen.

## Grenzen en kenmerken
West-Tiris was de onderste helft van Río de Oro, de zuidelijke provincie van de voormalige Spaanse Sahara, die 88.000 km² omvat met een bevolking van 12.897. Het gebied bestond voornamelijk uit dor woestijngebied, dunbevolkt behalve door enkele duizenden Sahrawi-nomaden, van wie velen in 1975 naar de Algerijnse provincie Tindouf waren gevlucht.
Hoewel sommige rapporten aangeven dat het gebied mogelijk belangrijke hoeveelheden minerale hulpbronnen zoals ijzer bevat - en er is speculatie, maar geen bewijs van offshore olie - heeft de oorlog serieuze exploratie-inspanningen voorkomen. Het blijft tot op de dag van vandaag grotendeels onontgonnen en onbenut gebied. Een uitzondering vormen de rijke Atlantische viswateren. Ze zijn nooit in gebruik genomen door Mauritanië, maar er is sindsdien onder Marokkaanse vergunningen gevist door Marokko en buitenlandse schepen.
De naam "Tiris" verwijst naar een woestijnvlakte van de Sahara. De noordelijkste provincie van Mauritanië (in het internationaal erkende gebied) wordt op dezelfde manier Tiris Zemmour genoemd, waar 'Zemmour' verwijst naar een bergketen in het centrum van Westelijke-Sahara.
De aanspraken van de regering van Ould Daddah op het grondgebied waren gebaseerd op de sterke culturele en tribale banden tussen de Moorse inwoners van Mauritanië en de stammen van de Westelijke Sahara. De regering voerde aan dat ze allemaal deel uitmaakten van hetzelfde volk, en bracht ook het idee naar voren van pre-koloniale soevereiniteit door bepaalde Mauritaanse emiraten (tribale leengoederen) over sommige van deze stammen. Voor het Internationaal Gerechtshof beweerde Mauritanië in 1975 dat de hele Spaanse Sahara historisch gezien deel uitmaakte van "Bilad Chinguetti", waarvan het beweerde dat het een niet-aangegeven tribale en religieuze gemeenschap was. Maar het erkende ook dat er nooit een Mauritaanse staat was geweest om het grondgebied op te eisen, aangezien Mauritanië zelf een moderne creatie van Frans kolonialisme was. De rechtbank erkende het belang van deze culturele banden, maar kondigde aan dat ze vóór het kolonialisme geen soevereiniteit hadden gevormd over het grondgebied of de bewoners ervan, en dat ze op zichzelf de soevereiniteit vandaag niet konden rechtvaardigen. In plaats daarvan beval het een standaard zelfbeschikkingsproces aan waarbij de Sahrawi de keuze kregen tussen aansluiting bij Mauritanië en/of Marokko, of onafhankelijkheid.

## Mauritaanse positie begin 21e eeuw
Sinds de laatste jaren van de 20e eeuw heeft de Mauritaanse regering een beleid van strikte neutraliteit tussen Polisario en Marokko gehandhaafd, met behoud van haar erkenning van de SADR. Kleine delen van de Mauritaanse politieke oppositie tonen af en toe belangstelling voor het gebied, hoewel directe pleidooien voor herovering zeer zeldzaam zijn. Andere groepen steunen Polisario of Marokko. Het officiële standpunt van de meeste partijen is om elk eindresultaat te steunen dat aanvaardbaar is voor beide overgebleven partijen van het conflict, en dat is ook het standpunt van de regering sinds het einde van de jaren tachtig, ook al varieerde dit afhankelijk van de betrekkingen met Marokko.
Het grondgebied is nu effectief verdeeld tussen Marokkaanse en Polisario-troepen langs de lengte van de Marokkaanse barrière, en met een staakt-het-vuren in afwachting van de uitkomst van het dekolonisatieproces van de Verenigde Naties.